# Distoleon majungalensis
Distoleon majungalensis är en insektsart som först beskrevs av Peter Esben-Petersen 1916. 
Distoleon majungalensis ingår i släktet Distoleon och familjen myrlejonsländor. Inga underarter finns listade i Catalogue of Life.